# Karolína Muchová
Karolína Muchová (ur. 21 sierpnia 1996 w Ołomuńcu) – czeska tenisistka, finalistka French Open 2023 w grze pojedynczej kobiet.

## Kariera tenisowa
W karierze wygrała dwa turnieje singlowe i jeden deblowy rangi ITF. 11 września 2023 zajmowała najwyższe miejsce w rankingu singlowym WTA Tour – 8. pozycję, natomiast 16 sierpnia 2021 osiągnęła najwyższą lokatę w deblu – 222. miejsce.
W zawodach cyklu WTA Tour Czeszka wygrała jeden turniej w grze pojedynczej z sześciu rozegranych finałów.

## Historia występów wielkoszlemowych
Legenda
     W, wygrany turniej
     F, przegrana w finale
     SF, przegrana w półfinale
     QF, przegrana w ćwierćfinale
     xR, przegrana w x rundzie
     Qx, przegrana w x rundzie kwalifikacji
     A, brak startu
     NH, turniej nie odbył się

### Występy w grze pojedynczej
| Australian Open        | A   | A   | A   | A   | A   | 1R | 2R | SF | A   | 2R | A  | 2R | 0 / 5  | 8 – 5   |  |  |  |  |  |  |  |  |  |  |  |  |
| French Open            | A   | A   | A   | A   | Q1  | 2R | 1R | 3R | 3R  | F  | A  |    | 0 / 5  | 11 – 5  |  |  |  |  |  |  |  |  |  |  |  |  |
| Wimbledon              | A   | A   | A   | A   | Q2  | QF | NH | QF | 1R  | 1R | 1R |    | 0 / 5  | 8 – 5   |  |  |  |  |  |  |  |  |  |  |  |  |
| US Open                | A   | A   | Q1  | A   | 3R  | 3R | 4R | 1R | 1R  | SF | SF |    | 0 / 7  | 17 – 7  |  |  |  |  |  |  |  |  |  |  |  |  |
|                        |     |     |     |     |     |    |    |    |     |    |    |    |        |         |  |  |  |  |  |  |  |  |  |  |  |  |
| Ranking na koniec roku | 733 | 419 | 208 | 272 | 145 | 21 | 27 | 32 | 149 | 8  | 22 |    | 0 / 22 | 44 – 22 |  |  |  |  |  |  |  |  |  |  |  |  |

### Występy w grze podwójnej
| Australian Open        | A   | A   | A   | A   | A   | A   | 1R  | A   | A   | A   | A   | A | 0 / 1 | 0 – 1 |  |  |  |  |  |  |  |  |  |  |  |  |  |
| French Open            | A   | A   | A   | A   | A   | 1R  | A   | A   | A   | A   | A   |   | 0 / 1 | 0 – 1 |  |  |  |  |  |  |  |  |  |  |  |  |  |
| Wimbledon              | A   | A   | A   | A   | A   | A   | NH  | A   | A   | A   | A   |   | 0 / 0 | 0 – 0 |  |  |  |  |  |  |  |  |  |  |  |  |  |
| US Open                | A   | A   | A   | A   | A   | 2R  | A   | A   | A   | A   | A   |   | 0 / 1 | 1 – 1 |  |  |  |  |  |  |  |  |  |  |  |  |  |
|                        |     |     |     |     |     |     |     |     |     |     |     |   |       |       |  |  |  |  |  |  |  |  |  |  |  |  |  |
| Ranking na koniec roku | 846 | 608 | 531 | 700 | 877 | 433 | 367 | 316 | 498 | 566 | 525 |   | 0 / 3 | 1 – 3 |  |  |  |  |  |  |  |  |  |  |  |  |  |

### Występy w grze mieszanej
Karolína Muchová nigdy nie startowała w rozgrywkach gry mieszanej podczas turniejów wielkoszlemowych.

## Finały turniejów WTA
| Legenda                     | Legenda |
| --------------------------- | ------- |
| Wielki Szlem                |         |
| Igrzyska olimpijskie        |         |
| WTA Tour Championships      |         |
| 2009 – 2020                 |         |
| WTA Premier Mandatory       |         |
| WTA Premier 5               |         |
| WTA Premier                 |         |
| WTA International Series    |         |
| WTA 125K series (2012–2020) |         |
| od 2021                     |         |
| WTA 1000 (obowiązkowe)      |         |
| WTA 1000 (nieobowiązkowe)   |         |
| WTA 500                     |         |
| WTA 250                     |         |
| WTA 125                     |         |

### Gra pojedyncza 6 (1–5)
| Końcowy wynik | Nr | Data                | Turniej     | Nawierzchnia | Przeciwniczka | Wynik finału     |
| ------------- | -- | ------------------- | ----------- | ------------ | ------------- | ---------------- |
| Finalistka    | 1. | 4 maja 2019         | Praga       | Ceglana      | Jil Teichmann | 6:7(5), 6:3, 4:6 |
| Zwyciężczyni  | 1. | 22 września 2019    | Seul        | Twarda       | Magda Linette | 6:1, 6:1         |
| Finalistka    | 2. | 10 czerwca 2023     | French Open | Ceglana      | Iga Świątek   | 2:6, 7:5, 4:6    |
| Finalistka    | 3. | 20 sierpnia 2023    | Cincinnati  | Twarda       | Coco Gauff    | 3:6, 4:6         |
| Finalistka    | 4. | 21 lipca 2024       | Palermo     | Ceglana      | Zheng Qinwen  | 4:6, 6:4, 2:6    |
| Finalistka    | 5. | 6 października 2024 | Pekin       | Twarda       | Coco Gauff    | 1:6, 3:6         |

## Występy w Turnieju Mistrzyń

### W grze pojedynczej
| Rok  | Rezultat                                                   | Przeciwniczka                                              | Wynik                                                      |
| 2023 | zrezygnowała ze startu mimo kwalifikacji z powodu kontuzji | zrezygnowała ze startu mimo kwalifikacji z powodu kontuzji | zrezygnowała ze startu mimo kwalifikacji z powodu kontuzji |

## Wygrane turnieje rangi ITF
| turnieje z pulą nagród 100 000 $ |
| turnieje z pulą nagród 75 000 $  |
| turnieje z pulą nagród 50 000 $  |
| turnieje z pulą nagród 25 000 $  |
| turnieje z pulą nagród 15 000 $  |
| turnieje z pulą nagród 10 000 $  |

### Gra pojedyncza
|    | Data       | Turniej        | ($)    | Naw.   | Finalistka           | Wynik    |
| 1. | 03/08/2014 | Michalovce     | 10 000 | twarda | Jana Jablonovská     | 6:3, 6:1 |
| 2. | 27/03/2016 | Szarm el-Szejk | 10 000 | twarda | Anastasija Komardina | 6:0, 6:2 |

## Występy w igrzyskach olimpijskich

### Gra pojedyncza
| Runda                                                                   | Przeciwniczka                 | Wynik         |
| ----------------------------------------------------------------------- | ----------------------------- | ------------- |
|                                                                         |                               |               |
| Letnie Igrzyska Olimpijskie w Paryżu 2024, reprezentując państwo Czechy |                               |               |
| I runda                                                                 | Kanada: Leylah Fernandez [16] | 1:6, 6:4, 2:6 |

### Gra podwójna
| Runda                                                                   | Partnerka     | Przeciwniczki                                                                | Wynik             |
| ----------------------------------------------------------------------- | ------------- | ---------------------------------------------------------------------------- | ----------------- |
|                                                                         |               |                                                                              |                   |
| Letnie Igrzyska Olimpijskie w Paryżu 2024, reprezentując państwo Czechy |               |                                                                              |                   |
| I runda                                                                 | Linda Nosková | Indywidualni sportowcy neutralni: Jekatierina Aleksandrowa / Jelena Wiesnina | 2:6, 7:6(5), 10–6 |
| II runda                                                                | Linda Nosková | Stany Zjednoczone: Coco Gauff / Jessica Pegula [1]                           | 2:6, 6:4, 10–5    |
| Ćwierćfinał                                                             | Linda Nosková | Chińskie Tajpej: Hsieh Su-wei / Tsao Chia-yi                                 | 1:6, 6:4, 14–12   |
| Półfinał                                                                | Linda Nosková | Włochy: Sara Errani / Jasmine Paolini [3]                                    | 3:6, 2:6          |
| O brązowy medal                                                         | Linda Nosková | Hiszpania: Cristina Bucșa / Sara Sorribes Tormo [8]                          | 2:6, 2:6          |